# Letiště Luena
Letiště Leuna (portugalsky Aeroporto de Luena; IATA:LUO, ICAO: FNUE) je letiště u města Luena, které je hlavním městem provincie Moxico v Angole.

## Vybavení
Letiště se nalézá 1329 metrů nad hladinou moře. Má jednu vyasfaltovanou přistávací dráhu dlouhou 2400 metrů a širokou 39,5 metrů.

## Společnosti a destinace
Na letiště pravidelně létá jen jedna společnost, a to TAAG Angola Airlines, která z letiště létá do města Luanda.